# Франтішек Черник
Франтішек Черник (чеськ. František Černík; 3 червня 1953, Новий Їчин, Чехословаччина) — чехословацький хокеїст, нападник.
Чемпіон світу 1976. Член зали слави чеського хокею (2010) та «Клубу хокейних снайперів» (274 голи).

## Клубна кар'єра
В чемпіонаті Чехословаччини грав за «Вітковіце» із Острави (1972–1976, 1978–1984) та їглавську «Дуклу» (1976–1978). У складі остравського клубу здобув золоті нагороди національного чемпіонату у сезоні 1980-81. Всього в чехословацькій лізі провів 449 матчів (232 голи).
Один сезон грав у Національній хокейній лізі. За «Детройт Ред-Вінгс» провів 49 матчів (5 голів) у регулярному чемпіонаті.
1985 року повернувся до Європи. По одному сезону грав у німецькому «Кауфбойрені» та австрійських «Фельдкірху» і «АТСЕ Грац» (другий дивізіон). Під час виступів за останній клуб встановив особистий рекорд результативності. В 30 іграх набрав 104 очки (64 закинуті шайби та 40 результативних передач).

## Виступи у збірній
У складі національної збірної здобув срібну нагороду на Олімпійських іграх 1984 у Сараєво.
Брав участь у п'яти чемпіонатах світу та Європи (1976, 1978, 1981–1983). Чемпіон світу 1976; другий призер 1978, 1982, 1983; третій призер 1981. На чемпіонатах Європи — одна золота (1976), дві срібні (1978, 1983) та дві бронзові нагороди (1981, 1982). Фіналіст Кубка Канади 1976 року.
На чемпіонатах світу та Олімпійських іграх провів 52 матчі (17 закинутих шайб), а всього у складі збірної Чехословаччини — 151 матч (42 голи).

## Нагороди та досягнення
| Нагороди                 | Команда        | Кіл. | Роки             |
| ------------------------ | -------------- | ---- | ---------------- |
| Олімпійські ігри         |                |      |                  |
| Срібло                   | Чехословаччина | 1    | 1984             |
| Чемпіонат світу          |                |      |                  |
| Золото                   | Чехословаччина | 1    | 1976             |
| Срібло                   | Чехословаччина | 3    | 1978, 1982, 1983 |
| Бронза                   | Чехословаччина | 1    | 1981             |
| Кубок Канади             |                |      |                  |
| Фіналіст                 | Чехословаччина | 1    | 1976             |
| Чемпіонат Європи         |                |      |                  |
| Золото                   | Чехословаччина | 1    | 1976             |
| Срібло                   | Чехословаччина | 2    | 1978, 1983       |
| Бронза                   | Чехословаччина | 2    | 1981, 1982       |
| Чемпіонат Чехословаччини |                |      |                  |
| Золото                   | «Вітковіце»    | 1    | 1981             |